# 索德斯波因特 (紐約州)
索德斯波因特（英語：Sodus Point）是位於美國紐約州韋恩縣的村。

## 人口
根據2020年美國人口普查的數據，索德斯波因特的面積為3.81平方千米，當中陸地面積為3.80平方千米，而水域面積為0.01平方千米。當地共有人口822人，而人口密度為每平方千米216人。